# Tetragonopterus
A Tetragonopterus a sugarasúszójú halak (Actinopterygii) osztályába, a pontylazacalakúak (Characiformes) rendjébe a pontylazacfélék (Characidae) családjába tartozó nem.

## Rendszerezés
A nembe az alábbi 6 faj tartozik:
- Tetragonopterus argenteus
- Tetragonopterus artedii
- Tetragonopterus chalceus
- Tetragonopterus ortonii
- Tetragonopterus rufipes
- Tetragonopterus sawa